# Sovjetunionens herrlandslag i bandy
Sovjetunionens bandylandslag representerade mellan åren 1922 och 1991 den nu icke existerande staten Sovjetunionen i bandy på herrsidan. Sovjetunionen vann alla världsmästerskap mellan 1957 och 1979 innan Sverige lyckades vinna världsmästerskapet i Chabarovsk, 1981 i dåvarande Sovjetunionen. Sovjetunionen vann även världsmästerskapet 1985, 1989 och 1991.
Den 25 december 1991 upplöstes staten Sovjetunionen, OSS representerade det som kom att bli Ryssland vid Rossijaturneringen 1992 och samma år tog Ryssland över den plats i FIB som Sovjetunionen tidigare hade.

## Sovjetunionen i världsmästerskap
| Turnering          | Slutplacering |
| ------------------ | ------------- |
| Finland 1957       | 1             |
| Norge 1961         | 1             |
| Sverige 1963       | 1             |
| Sovjetunionen 1965 | 1             |
| Finland 1967       | 1             |
| Sverige 1969       | 1             |
| Sverige 1971       | 1             |
| Sovjetunionen 1973 | 1             |
| Finland 1975       | 1             |
| Norge 1977         | 1             |
| Sverige 1979       | 1             |
| Sovjetunionen 1981 | 2             |
| Finland 1983       | 2             |
| Norge 1985         | 1             |
| Sverige 1987       | 3             |
| Sovjetunionen 1989 | 1             |
| Finland 1991       | 1             |

## Efter Sovjetunionen
Av de länder som ingick i Sovjetunionen har följande sedermera deltagit en eller flera gånger i Bandy-VM med egna landslag:
- Estland
- Kazakstan
- Kirgizistan
- Lettland
- Ryssland
- Ukraina
- Vitryssland